# Don Bachardy
Donald Jess Bachardy (Los Angeles, 18 maggio 1934) è un pittore e ritrattista statunitense.

## Biografia
Dopo avere incontrato, ancora molto giovane, lo scrittore inglese Christopher Isherwood, iniziò con lui una relazione che sarebbe durata per tre decenni, fino alla morte di Isherwood, avvenuta nel 1986.
Nel 1953 Bachardy si trasferì a Santa Monica, in California, andando a vivere assieme ad Isherwood. Il rapporto fra i due ha avuto anche l'aspetto di una collaborazione artistica, dato che Bachardy ha illustrato con ritratti e disegni alcuni libri del compagno.
La vita e l'opera di Don Bachardy sono ampiamente descritte nel cortometraggio Gli occhi di Don Bachardy, diretto dal regista Terry Sanders. Egli inoltre è stato una fonte d'ispirazione per molti romanzi di Isherwood (il cui romanzo Un uomo solo racconta, sia pure trasfigurandolo e cambiandone i dettagli, il primo incontro con Bachardy).
Uno dei suoi lavori più importanti è il ritratto del governatore della California Jerry Brown, che è attualmente conservato nello State Capitol Museum. Il democratico Brown va molto orgoglioso del quadro, tanto che ha deciso di inserire tale immagine nella home page del suo sito ufficiale.

## Opere
- Frankenstein: The True Story, 1973 (con Christopher Isherwood).
- October / O., Methuen, London 1983 (con Christopher Isherwood), ISBN 0413500403 (Traduzione italiana: Ottobre, Studio Editoriale, Milano 1987, ISBN 888535789X ).
- One Hundred Drawings, Twelvetrees Press, Los Angeles 1983.
- 70 x 1 Drawings. Illuminati, 1983
- Drawings of the male nude. Twelvetrees Press, Pasadena 1985, ISBN 094264218X .
- Christopher Isherwood: Last drawings. Faber and Faber, Londra/Boston 1990, ISBN 0-571-14075-0 (con John Russell, Stephen Spender).
- Short cuts: the screenplay, Capra Press, Santa Barbara 1993 (con Robert Altmann, Frank Barhydt), ISBN 0-88496-378-0 .
- The Portrait, Imprenta Glorias, 1997.
- Stars In My Eyes, Università del Wisconsin, Madison 2000, ISBN 0299167305 .